# Conus sulciferus
Conus sulciferus é uma espécie de gastrópode do gênero Conus, pertencente a família Conidae.